# Minoritetsförtryck
Minoritetsförtryck är när en samhällsgrupp som är i minoritet förtrycker majoriteten. Minoritetsgrupper kan genom organisering skaffa sig makt över majoriteten. Organiserade grupper har inte sällan större möjligheter än de många enskilda individerna att få sina egna representanter valda till beslutande församlingar och sina egna intressen tillgodosedda i beslut i en närmast korporativistisk mening. Den stora mängden enskilda människor utan anslutning till kollektiv kan i sådana sammanhang få svårt att göra sin stämma hörd. När direktdemokrati tillåtits fungera mer ostört, som till exempel vid folkomröstningar, framkommer ibland uppfattningar som diametralt avviker från de som de folkvalda representanterna givit uttryck för. Det kan då framstå som om klyftan mellan maktelit och folk är betydande trots att beslut alla beslut fattats i god demokratisk ordning.
En annan variant av förtryck som kan förekomma inom ramarna för en demokrati är majoritetsförtryck.
Termen kan även användas i betydelsen förtryck av minoriteter.